# 6980 Kyusakamoto
6980 Kyusakamoto là một thiên thạch được phát hiện vào năm 1993 và được hai nhà thiên văn học Nhật Bản đặt tên. Tên của nó là để tưởng nhớ để ca sĩ người Nhật Kyu Sakamoto. Tên được đề xuất bởi T. Sato, A. Fujii và Y. Katagiri.